# وحش بحيرة إليامنا
وحش بحيرة إليامنا، ويشير إليه السكان المحليون باسم إيلي، هو مخلوق خفي يعتقد أنه يعيش قرب إليامنا، وهي قرية صيادين في ألاسكا. تصفه حكايات السكان بأنه وحش كبير يجوب المياه. ذكرت عدة مشاهدات عن الوحش ونسب له عدد من حالات الوفاة. اكتسب الحيوان اهتمام الناس على مدار السنوات، وعرض على برنامج «نهر الوحوش» في محطة أنيمال بلانيت في محاولة لمعرفة ما يعيش تحت المياه. وذكر أن الوحش بطول 10-30 قدم وله رأس مربع يستخدمه لضرب الأشياء مثل القوارب الصغيرة. لم يعثر على أدلة مادية تدعم وجود الوحش.

## الخلفية

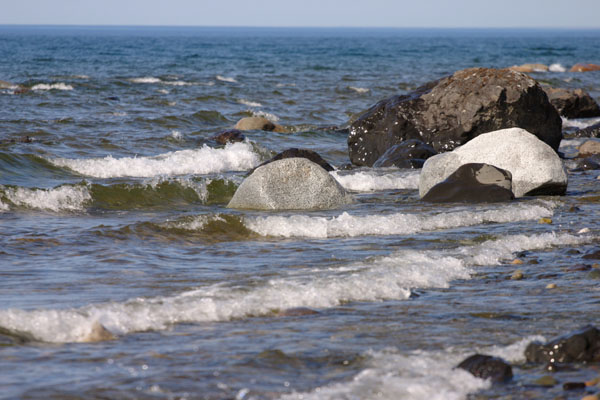
بحيرة إليامنا، منشأ الوحش

بحيرة إليامنا هي بحيرة طبيعية كبيرة تقع في الجزء الجنوبي الغربي من ولاية ألاسكا. وإجمالي مساحتها السطحية حوالي 1,012.5 ميل مربع (2,622 كم مربع) أو 640,000 فدان (260,000 هكتار)، وهي أكبر بحيرة في ألاسكا، وإحدى أكبر البحيرات في البلاد. يبلغ طول البحيرة 77 ميل (124 كم)، وأقصى عرض لها هو 22 ميل (35 كم). أعمق نقطة هي 988 قدم (301 م)، ويبلغ متوسط عمقها 144 قدم (44 م). ترتفع البحيرة حوالي 50 قدما (15 مترا) فوق مستوى سطح البحر. وتقع إلى الجنوب مباشرة من حديقة بحيرة كلارك الوطنية، وهيس أهم ممر مائي لنظام نهر كفيتشاك. وأنهار نيوهالين، بايل، إليامنا، كوبر تصب جميعها إلى البحيرة، وتجمع ما يقدر بنحو 8,980 إلى 12,030 قدم مكعب (254-341 متر مكعب) من المياه التي تصب في البحيرة في الثانية الواحدة. تتصل بحيرة إليامنا إلى خليج بريستول وخليج كفيتشاك من خلال نهر كفيتشاك. ويمتد النهر لنحو 62 ميلا (100 كم) من البحيرة إلى الخلجان، وينقسم إلى عدة تيارات ضحلة مترابطة على طول مجراه.
مثل معظم أنحاء ألاسكا، ونظرا لموقعها البعيد، فإن الوصول إلى البحيرة صعب ويتم عن طريق الطائرات فقط. وإن كان السفر بالطائرات الطوافة أكثر شيوعا، إذ يمكنها الهبوط مباشرة على البحيرة. لا توجد طرق حاليا توصل التجمعات السكنية في منطقة البحيرة إلى المناطق المحيطة بها. ولكن يمكن استخدام القوارب الصغيرة على نهر كفيتشاك خلال أشهر الصيف. المنطقة المحيطة بالبحيرة قليلة السكان، ويشكل صيد الطرائد والسمك النشاط الاقتصاد الرئيسي في المنطقة. ولكن منطقة البحيرة والأنهار المحيطة كانت مأهولة بالسكان لعدة قرون، حيث استقر بها تجار الفراء الروس في تسعينات القرن الثامن عشر. زعم شعب دينايا أن البحيرة هي ضمن أراضيهم حتى زمن اتصالهم مع الروس.

## التاريخ والمشاهدات
أولى التقارير عن وحش البحيرة أتت من شعب تلينغيت، وتحدثوا عن مخلوق أشاروا إليه باسم «غوناكاديت» Gonakadet. وقد وصف بأنه حيوان مائي كبير وله رأس وذيل كالذئب، وجسد مثل الحوت القاتل. وقد صور الحيوان بأنه «إله سمكي»، وسجل في الرسومات على طول سواحل ألاسكا وكولومبيا البريطانية. كما روت تقارير أخرى من شعب أليوت عن مخلوق يسمونه «جيغ-إك-ناك» Jig-ik-nak. قيل أن الوحش الذي يشبه السمك يرتحل في مجموعات ويهاجم الزوارق ويقتل المحاربين. ويخشى الأليوت هذا المخلوق ولا يصطادونه. أثار هذا اهتمام الآخرين وبدأ الطيارون والصيادون يبحثون عن المخلوق. تم الإبلاغ عن عدة مشاهدات من قبل الناس الذين كانوا يطيرون على ارتفاع منخفض فوق البحيرة لرؤية الوحش. كما سجلت تقارير ترجع إلى الخمسينات عن أسماك كبيرة فضية اللون. زاد الاهتمام بهذا الموضوع حتى أن جريدة أنكوراج ديلي نيوز عرضت في عام 1979 مبلغ 100,000 دولار لأي شخص يأتي بأدلة قاطعة تثبت وجود السمكة. لم يقدم الدليل حتى الآن، كما أن المشاهدات خفت في السنوات الأخيرة.
معظم المشاهدات الأخيرة حدثت بالقرب من خليج بيدرو وقرية إليامنا، مثل الأحداث عام 1977 وعام 1988. مع عدم وجود مشاهد الأخيرة، بدأ العديد يشكون بوجود الوحش مع انحسار تقارير المشاهدات، رغم أن الشبكات التلفزيونية مثل قناة ديسكفري وأنيمال بلانيت تكلمت عن الوحش في برامجها الشهيرة.

## الاحتمالات
وضعت عدة نظريات لتفسير كائن بحيرة إليامنا. أغوبوغو هو مخلوق خفي مشابه لوحش بحيرة إليامنا يعتقد أنه يعيش في مياه بحيرة أوكاناغن في كولومبيا البريطانية. يختلف البعض مع هذه النظرية على أساس التقارير التي تصف الوحش، ذلك أن أغوبوغو يشبه الثعبان. هناك نظرية أخرى اشتهرت بعد عرضها في برنامج «وحوش الأنهار» على محطة أنيمال بلانيت، حيث حدد عالم الأحياء جيريمي واد أن الوحش قد لا يكون وحشا على الإطلاق، بل سمكة حفش أبيض وهي من الكائنات المستوطنة في ألاسكا. وتقول لجنة مصائد الأسماك في ولايات المحيط الهادئ، «أسماك الحفش الأبيض هي أكبر أسماك المياه العذبة في أمريكا الشمالية ويمكن أن تزن أكثر من 1500 رطل (680 كم)، وبطول 20 قدما (6 م)، وتعيش لأكثر من 100 عام».
سمك الحفش تعيش في القاع، ما قد يفسر ندرة المشاهدات. كما أن صيدها يعتبر أمرا صعبا من قبل العديد من الصيادين. هذه الحقائق تزيد من صحة هذه النظرية. الحفش الأبيض موجود في ألاسكا ومناطق شمال غرب المحيط الهادئ، لكن لا يوجد دليل على أن الحفش الأبيض يعيش في بحيرة إليامنا. يرى البعض أن هذا يدحض نظرية جيريمي واد، رغم أن وصف الشهود بأن طول الكائن 20 قدما، ولونه فضي يتناسب مع الوصف.
وأفاد الكثيرون أن مراوحهم أصيبت بسبب ما يبدو أنه علامات أسنان، ولكن قد ينجم هذا بسبب ظهر سمكة الحفش والذي يتكون من بروزات تشبه الأسنان، وقد تؤدى إلى علامات تشبه العض. وهناك قصص أيضا عن أناس سقطوا من قواربهم عندما اصطدمت بشيء ولم يخرجوا من الماء. يمكن أن يعزى هذا إلى عادة سمك الحفش بالقفز من الماء، وقد يصطدم أحيانا بالقوارب الصغيرة، وقد يموت من يسقطون في البحيرة بسبب برودتها الشديدة. أقصى عمق للبحيرة هو 988 قدم، ما يفسر لماذا لا يراها الصيادون.

### بيبلوغرافيا
كتب ومنشورات
- Alaska Planning Group (1974). Proposed Lake Clark National Park, Alaska: final environmental statement. واشنطن العاصمة: وزارة الداخلية (الولايات المتحدة). OCLC:1562748.
- Cook، Eung-Do؛ Rice، Keren Dichter (1989). Athapaskan Linguistics: Current Perspectives on a Language Family. برلين: والتر دي جروتر  [لغات أخرى]‏. ISBN:3-11-011166-7.{{استشهاد بكتاب}}:  صيانة الاستشهاد: علامات ترقيم زائدة (link)
- Martin، George Curtis؛ Katz، Frank James (1912). "A Geological Reconnaissance of the Iliamna Region, Alaska". United States Geological Survey Bulletin. United States Department of the Interior. ج. 485 ع. 1: 9–15. OCLC:4250815.
- Newton، Michael (2009). Hidden Animals: A Field Guide to Batsquatch, Chupacabra, and Other Elusive Creatures. سانتا باربارا (كاليفورنيا): أي بي سي-كليو. ISBN:978-0-313-35906-4.
- Palmer، Tim (1993). Wild and Scenic Rivers of America. Washington, D.C.: Island Press. ISBN:1-55963-145-7.
- Wade، Jeremy (2011). River Monsters: True Stories of the Ones that Didn't Get Away. Cambridge, MA: Da Capo Press. ISBN:978-0-306-81954-4.

جرائد ومقالات
- Barrett، Eldon (12 نوفمبر 1954). "Wolf in Whale's Clothes Reported in Alaska Lake". Saskatoon Star-Phoenix  [لغات أخرى]‏. ص. 25. ISSN:0832-4182. OCLC:16851712.{{استشهاد بخبر}}:  صيانة الاستشهاد: علامات ترقيم زائدة (link)
- Bille، Matthew (2001). "What Lies Beneath Lake Iliamna?" (PDF). Crypto Dracontology. ج. 1 ع. 1: 66–69. مؤرشف من الأصل (PDF) في 2018-09-30. اطلع عليه بتاريخ 2013-07-03.
- Mathisen، O.A.؛ Sands، N.J.؛ Haubenstock، N. (2002). "Trophic ranking of the biota in Iliamna Lake, Alaska". Verh Internat Verein Limnol. ج. 28 ع. 2: 1060–1065. ISSN:0368-0770. OCLC:202654416.